# (37563) 1988 SG2
1988 SG2 (asteroide 37563) é um asteroide da cintura principal. Possui uma excentricidade de 0.13111110 e uma inclinação de 8.60095º.
Este asteroide foi descoberto no dia 16 de setembro de 1988 por Schelte J. Bus em Cerro Tololo.